# Jacob Fabricius (der Ältere)
Jacob Fabricius genannt der Ältere (* 30. Januar 1560 in Tondern; † 5. November 1640 auf Schloss Gottorf) war ein deutscher evangelisch-lutherischer Theologe, Hauptpastor in Hamburg und Generalsuperintendent für den herzoglichen Anteil in den Herzogtümern Schleswig und Holstein.

## Leben und Werk
Fabricius stammte aus einer Kaufmannsfamilie. Seine Vorfahren waren Kaufleute in Hamburg und Tondern, sein Vater Zollverwalter in Rendsburg. Bereits 1576 ist er an der Universität Rostock immatrikuliert. Nach einem kurzen Aufenthalt 1580 in Wittenberg studierte er von 1581 bis 1583 an der Universität Helmstedt und 1584 wieder an der Universität Rostock Theologie. Besonders geprägt wurde er von David Chyträus. 1585 schloss er sein Studium in Rostock mit dem Magistergrad an der Philosophischen Fakultät ab. 1586 wurde er Prediger in Tondern. 1588 erhielt er auf Empfehlung Paul von Eitzens die Berufung zum Hofprediger in Schleswig und 1591 zum Propst von Gottorf. Als von Eitzen sein Amt aus Altersgründen nicht mehr ausüben konnte, übernahm Fabricus 1593 als Generalpropst die geistliche Aufsicht über das Kirchenwesen im herzoglichen Anteil in den Herzogtümern. Aufgrund seiner streng lutherischen Haltung kam es zum Streit mit dem der reformierten Lehre zuneigenden Kräften am Hof von Herzog Johann Adolf. Als Fabricius in seiner Predigt am Sonntag nach Weihnachten 1609 die Weihnachtspredigt eines reformierten Studenten öffentlich angriff und widerlegte, wurde er am 2. Januar 1610 vom Herzog entlassen und durch Philipp Caesar ersetzt.
Unter verschiedenen Berufungen, die er daraufhin erhielt, nahm er die zum Hauptpastor der Hamburger Jakobikirche an. Damit verbunden war als Scholarch die Aufsicht über das Johanneum und das neugegründete Akademische Gymnasium.
Sobald Herzog Johann Adolf 1616 verstorben war, erreichte seine Witwe Augusta die Entlassung Caesars und die Wiedereinsetzung von Fabricius in sein Amt, von nun an mit dem Titel Generalsuperintendent. Ab 1622 wurde er von seinem Sohn Jacob Fabricius dem Jüngeren unterstützt, der im Jahr 1636 ebenfalls die Würde eines Generalsuperintendenten erhielt und nach seinem Tod 1640 sein Nachfolger wurde.

### Familie
Mit seiner ersten Frau Agnete, einer Tochter des Propstes Petraeus (Petersen) in Tondern, hatte er sieben Söhne. Von diesen starb einer jung, die übrigen sechs wurden alle Geistliche. Unter ihnen war:
- Jakob, Nachfolger des Vaters als Generalsuperintendent. Von dessen neun Kindern wurden zwei Söhne Prediger im Schleswigschen, und vier Töchter heirateten Prediger in Schleswig und Holstein.
- Georg (1590–1631) wurde 1614 Subrektor in Lübeck, 1615 Konrektor in Hamburg, 1620 Prediger in Wesselburen, 1625 Pastor zu Poppenbüll, wo er am 20. Januar 1631 starb. Seine Tochter Agneta heiratete Wessel Beuer in Hamburg und nach dessen baldigem Tod den Pastor Hinrich Capsius (1605–1679) in Groden (Cuxhaven).
- Johann Adolph (1592–1650)[7] wurde 1614 Pastor zu Arensburg in Mecklenburg, schon 1615 aber Prediger an St. Jakobi in Hamburg und von seinem Vater eingeführt; er starb am 29. Oktober 1650. Seine erste Frau war Anna, Tochter des Organisten Hieronymus Praetorius und Witwe des Vorgängers von Fabricius, des Predigers Lambert Langemak; die zweite Frau war Anna, geborene Schmid, Witwe des Bergedorfer Amtschreibers Christoph Grote. Von den Töchtern heiratete Agneta den nachherigen Oberalten Johann Pape; Elisabeth heiratete Hinrich Claen, der Sohn Jakob wurde 1653 Prediger in Groden und heiratete Katharina Elisabeth, Tochter des Herrenschenken Benedict Petersen, starb aber schon am 8. November 1658.